# A Pál utcai fiúk (film, 1969)
A Pál utcai fiúk 1969-ben bemutatott magyar–amerikai koprodukciós film, amely Molnár Ferenc azonos című regénye nyomán készült. Az élőszereplős játékfilm rendezője Fábri Zoltán, producere Bohém Endre. A forgatókönyvet Bohém Endre és Fábri Zoltán írta, a zenéjét Petrovics Emil szerezte, a főszereplője Anthony Kemp. Műfaja ifjúsági filmdráma.
Magyarországon 1969. április 3-án, Amerikában 1969. június 23-án mutatták be a mozikban.
A mozifilm Agascope rendszerrel készült, Eastman Color képnegatívon a Magyar Filmgyártó Vállalat műtermeiben és a Magyar Filmlaboratórium Vállalatnál.

## Történet
A történet Budapesten játszódik 1902 áprilisában. A Pál utcai grundon délutánonként játszó fiúk megtudják, hogy füvészkertben tanyázó vörösingesek, vezérükkel, Áts Ferivel arra készülnek, hogy az ő grundjukat elfoglalják, mert nekik is szükségük van labdaterületre. A támadásra való felkészülés során Boka Jánost kapitánnyá választják, mindenki tiszti rangot kap, egyedül a vékony, szőke Nemecsek Ernő marad továbbra is közlegény. Mivel Geréb Dezső is pályázott a vezéri szerepre, azonban a szavazás során alulmaradt, ezért bosszúból a vörösingeseket segíti. Árulására akkor derül fény, amikor Boka, Csónakos és Nemecsek belopóznak egyik éjjel a füvészkertbe, hogy ott hagyjanak egy cédulát, hogy ott jártak. Azonban egy félreértés miatt a gittegylet Nemecseket gyanúsítja árulással, nevét kisbetűkkel vezetik be a jegyzőkönyvükbe. Nemecsek viszont bizonyítani akarja hűségét és az ellenség által elrabolt grundzászlót visszaszerzi, mindeközben azonban Áts utasítására a füvészkerti tó hideg vizében is meg kell fürdenie. A csata napján a már lázas beteg Nemecsek elszökik otthonról, hogy részt vegyen a harcban. Egy farakásról meglátja, hogy Áts Feri a csapatát szabályellenesen ki akarja szabadítani a bezárt kamrából és hirtelen eszméletét vesztve ráesik, leterítve őt és hozzájárulva ezzel a győzelemhez. Ezután érdemei elismeréseként kinevezik kapitánnyá, a gittegylet is díszoklevelet állít ki számára. Nemecsek azonban tüdőgyulladásába belehal és így nem tudja meg azt sem, hogy a grund helyére, amiért a fiúkkal harcoltak, hamarosan négyemeletes házat építenek.

## Szereplők
| Szereplő                                   | Színész            | Magyar hang    |
| ------------------------------------------ | ------------------ | -------------- |
| Nemecsek Ernő                              | Anthony Kemp       | Ősz Róbert     |
| Nemecsek édesanyja                         | Törőcsik Mari      |                |
| Nemecsek András szabómester, Ernő édesapja | Paál László        |                |
| Boka János                                 | William Burleigh   | Seregi Zoltán  |
| Áts Feri                                   | Julien Holdaway    | Jancsó Nyika   |
| Csónakos                                   | Robert Efford      | Verdes Tamás   |
| Csele                                      | Mark Colleano      | Szőnyi István  |
| Weisz                                      | Gary O'Brien       | Varga Győző    |
| Geréb Dezső                                | John Moulder-Brown | Sztanó László  |
| Rácz tanár úr                              | Pécsi Sándor       |                |
| Janó                                       | Kozák László       |                |
| Kolnay                                     | Martin Beaumont    | Kovács Attila  |
| Barabás                                    | Paul Bartlett      | Fábry Péter    |
| Leszik                                     | Earl Younger       | Papp László    |
| Richter                                    | Vizy György        |                |
| Idősebb Pásztor                            | Peter Delmar       | Harsányi Gábor |
| Fiatalabb Pásztor                          | ifj. Jancsó Miklós |                |
| Wendauer                                   | Némethy Attila     |                |
| Szebenics                                  | Ebergényi Imre     |                |
| Török                                      | Kentner Sándor     |                |
| Orvos                                      | Téri Árpád         |                |
| Szabó                                      | Avar András        |                |
| Ifj. szabó                                 | Pach János         |                |
| Szemüveges fiú                             | Seri István        |                |
| A lány Diaboloval                          | Zeitler Orsolya    |                |

## A film készítése
A forgatás 1966-ban kezdődött. Egy londoni gyermekszínészképző iskolából válogatták össze a gyermekszereplőket, akik angol nyelven forgattak, és később szinkronizálták őket.
Mivel 1969-re az eredeti helyszínt már beépítették, Budapest XIII. kerületében, a Visegrádi és a Gogol utca sarkán építették fel a grundot (ennek helyén ma kilencemeletes panelházak állnak). A környéken az utcák még macskakővel voltak burkolva, és a házak is a kornak megfeleltek, ezért ideális volt a helyszín. A közeli panelház-építkezést a forgatás kedvéért szüneteltetni tudták. A környék épületein homlokzatátalakításokat végeztek, korabeli cégtáblákat és kirakatokat rendeztek be, egyúttal a házakon a szecessziós stukkókat is pótolták. A grundot egy 1,5 x 2 méteres maketten tervezték meg. Nemecsekék szobáit és a tanári szobát műteremben rendezték be. A kültéri felvételeken Nemecsekék lakása az Erkel u 18. szám alatt található, itt látogatják meg őt a vörösingesek, és a Pál utcaiak is itt keresik fel halála előtt. A grundon folyó harcot néző fiúk mögött a Visegrádi utca 62. és 64. számú épületek láthatóak, a lakók az előbbi házból szemlélik az összecsapást. Az utolsó jelenetben a fiúk a Visegrádi utca 60. számú épület irányába hagyják el a helyszínt.
A Füvészkertben játszódó kültéri jeleneteket a Vácrátóti Arborétumban, az üvegháziakat pedig a filmgyárhoz közel található Amerikai úti kertészetben vették fel. Az iskola épülete a Tavaszmező és a Szűz utca sarkán áll. A grundhoz Rákospalotán vásároltak használt, lebontott palánkanyagot, hogy élethűnek tűnjön a díszlet. A farakások közepén gerendákat süllyesztettek a földbe, és ahhoz kötöztek minden egyes fadarabot, hogy nehogy szétessenek. A homokbombákhoz korpát használtak.

## Fontosabb díjak és jelölések
Oscar-díj (1969)
- jelölés: legjobb idegen nyelvű film

Magyar Játékfilmszemle (1969)
- díj: Közönségdíj

Moszkva (1969)[forrás?]
- díj: Gyermekzsűri II. díja

Teherán (1969)[forrás?]
- díj: Zsűri különdíja

## Magyar adók
MTV-1 / TV-1 / M1, Duna TV / Duna, TV2, RTL Klub, Europa Europa, Filmmúzeum, M2, Duna World, Viasat 3, ATV, M3, Mozi+, M5, Magyar Mozi TV